# Strumigenys
Strumigenys is een geslacht van mieren uit de onderfamilie van de Myrmicinae.

## Soorten
Deze lijst van 833 stuks is mogelijk niet compleet.
- S. abdera Fisher, 2000
- S. abdita Wesson, L.G. & Wesson, R.G., 1939
- S. abditivata (Bolton, 2000)
- S. acarai (Sosa-Calvo, Schultz & LaPolla, 2010)
- S. actis Fisher, 2000
- S. acubecca (Brown, 1972)
- S. acheron (Bolton, 2000)
- S. adiastola Bolton, 2000
- S. admixta Fisher, 2000
- S. adrasora Bolton, 1983
- S. adsita Fisher, 2000
- S. aduncomala De Andrade, 2007
- S. aechme Bolton, 2000
- S. aello (Bolton, 2000)
- S. aenigma Bolton, 2000
- S. aequinoctialis De Andrade, 2007
- S. aethegenys (Bolton, 2000)
- S. africana (Bolton, 1983)
- S. agetos Fisher, 2000
- S. agnosta (Bolton, 2000)
- S. agostii (Bolton, 2000)
- S. agra Fisher, 2000
- S. ahares Bolton, 2000
- S. ailaoshana (Xu & Zhou, 2004)
- S. akalles Bolton, 2000
- S. akhtoi Bolton, 2000
- S. alapa Fisher, 2000
- S. alberti Forel, 1893
- S. alecto (Bolton, 2000)
- S. alessandrae Rigato, 2006
- S. alexetrix Bolton, 2000
- S. alperti Fisher, 2000
- S. amasara Bolton, 2000
- S. ambatrix (Bolton, 2000)
- S. amnesia Bolton, 2000
- S. ampyx Fisher, 2000
- S. anarta (Bolton, 1983)
- S. anchiplex Bolton, 2000
- S. anchis Bolton, 2000
- S. anderseni (Bolton, 2000)
- S. anetes Brown, 1988
- S. angulata Smith, M.R., 1931
- S. anorbicula (Bolton, 2000)
- S. anthocera Lattke & Goitía, 1997
- S. apalachicolensis (Deyrup & Lubertazzi, 2001)
- S. apios Fisher, 2000
- S. appretiata (Borgmeier, 1954)
- S. arahana (Bolton, 1983)
- S. archboldi (Deyrup & Cover, 1998)
- S. arges (Bolton, 2000)
- S. argiola (Emery, 1869)
- S. arizonica (Ward, 1988)
- S. arnoldi Forel, 1913
- S. arrogantia Bolton, 2000
- S. asaphes (Bolton, 2000)
- S. ascita Bolton, 2000
- S. asrochia Bolton, 2000
- S. assamensis De Andrade, 1994
- S. ataxia Bolton, 2000
- S. atopogenys (Bolton, 2000)
- S. atropos (Bolton, 2000)
- S. auctidens (Bolton, 2000)
- S. augustandrewi (Longino, 2006)
- S. azteca (Kempf, 1960)
- S. baal Bolton, 2000
- S. babelina Bolton, 2000
- S. baladria Bolton, 2000
- S. balux Fisher, 2000
- S. bartolozzii Rigato, 2006
- S. barylonga Bolton, 2000
- S. basiliska Bolton, 2000
- S. bathron Fisher, 2000
- S. baudueri (Emery, 1875)
- S. beebei (Wheeler, W.M., 1915)
- S. behasyla (Bolton, 1983)
- S. belial (Bolton, 2000)
- S. belua Bolton, 2000
- S. bellatrix (Bolton, 2000)
- S. benten (Terayama, Lin & Wu, 1996)
- S. benulia Bolton, 2000
- S. bequaerti Santschi, 1923
- S. berkalial Bolton, 2000
- S. bernardi Brown, 1960
- S. bibiolona Fisher, 2000
- S. bibis Bolton, 2000
- S. bimarginata Wesson, L.G. & Wesson, R.G., 1939
- S. biolleyi Forel, 1908
- S. biroi Emery, 1897
- S. bitheria Bolton, 1983
- S. blanda Bolton, 2000
- S. bola Fisher, 2000
- S. boltoni (Deyrup, 2006)
- S. boneti Brown, 1959
- S. borgmeieri Brown, 1954
- S. brevicornis Mann, 1922
- S. brontes (Bolton, 2000)
- S. browni (Bolton, 2000)
- S. bryanti Wheeler, W.M., 1919
- S. bubisnoda (Bolton, 2000)
- S. buddhista De Andrade, 2007
- S. buleru Brown, 1988
- S. bunki (Brown, 1950)
- S. cabira Fisher, 2000
- S. cacaoensis Bolton, 1971
- S. calamita Bolton, 2000
- S. californica (Brown, 1950)
- S. canina (Brown & Boisvert, 1979)
- S. caniophanes Bolton, 2000
- S. caniophanoides De Andrade, 2007
- S. capitata (Smith, F., 1865)
- S. carinithorax Borgmeier, 1934
- S. carinognatha (Bolton, 2000)
- S. carisa Fisher, 2000
- S. carnassa (Bolton, 2000)
- S. carolinae Fisher, 2000
- S. carolinensis (Brown, 1964)
- S. cascanteae (Longino, 2006)
- S. cassicuspis (Bolton, 2000)
- S. castanea (Brown, 1953)
- S. cavinasis (Brown, 1950)
- S. cenagra Bolton, 2000
- S. cincinnata (Kempf, 1975)
- S. cingatrix Bolton, 2000
- S. circothrix (Ogata & Onoyama, 1998)
- S. clotho (Bolton, 2000)
- S. cloydi (Pfitzer, 1951)
- S. clypeata Roger, 1863
- S. cochlearis Brown, 1988
- S. comis (Kempf, 1959)
- S. concolor Santschi, 1914
- S. confusatrix Bolton, 2000
- S. connectens Kempf, 1958
- S. consanii Brown, 1954
- S. conspersa Emery, 1906
- S. conturba Bolton, 2000
- S. convexiceps Santschi, 1931
- S. cordovensis Mayr, 1887
- S. cosmostela Kempf, 1975
- S. coveri Fisher, 2000
- S. covina Fisher, 2000
- S. crassicornis Mayr, 1887
- S. creightoni Smith, M.R., 1931
- S. crementa (Bolton, 2000)
- S. cryptura (Bolton, 1983)
- S. cultrigera Mayr, 1887
- S. cygarix Bolton, 2000
- S. chapmani Brown, 1954
- S. chareta Bolton, 2000
- S. charino Fisher, 2000
- S. charybdis (Bolton, 2000)
- S. chernovi Dlussky, 1993
- S. chilo Fisher, 2000
- S. chimaera Bolton, 2000
- S. chiricahua (Ward, 1988)
- S. choii Lyu, 2007
- S. chorosa Bolton, 2000
- S. chroa Fisher, 2000
- S. chuchihensis Lin & Wu, 2001
- S. chyatha (Bolton, 1983)
- S. chyzeri Emery, 1897
- S. dagon (Bolton, 1983)
- S. dahlanae (Sosa-Calvo, Schultz & LaPolla, 2010)
- S. daithma Bolton, 2000
- S. dantalion Bolton, 2000
- S. dapsilis (Bolton, 2000)
- S. daspleta (Bolton, 2000)
- S. datissa (Bolton, 1983)
- S. datryx Bolton, 2000
- S. dayui (Xu, 2000)
- S. decipula (Bolton, 2000)
- S. decollata Mann, 1919
- S. degonya Bolton, 2000
- S. deinognatha (Bolton, 2000)
- S. deinomastax (Bolton, 2000)
- S. deletrix Bolton, 2000
- S. deltisquama Brown, 1957
- S. denticulata Mayr, 1887
- S. dentinasis (Kempf, 1960)
- S. dentiscapa (Bolton, 2000)
- S. depilosa (Bolton, 2000)
- S. depressiceps Weber, 1934
- S. deuteras Bolton, 2000
- S. deverra Fisher, 2000
- S. dexis Fisher, 2000
- S. dextra Brown, 1954
- S. deyrupi (Bolton, 2000)
- S. diabola Bolton, 2000
- S. diaptyxis Bolton, 2000
- S. diasphax Bolton, 2000
- S. dicomas Fisher, 2000
- S. dictynna (Bolton, 2000)
- S. didyma Bolton, 2000
- S. dietrichi Smith, M.R., 1931
- S. diota Fisher, 2000
- S. dipsas Bolton, 2000
- S. disarmata Brown, 1971
- S. disjuncta (Bolton, 2000)
- S. dispalata (Bolton, 2000)
- S. disturba Bolton, 2000
- S. diux Fisher, 2000
- S. dohertyi Emery, 1897
- S. dolabra Fisher, 2000
- S. dolichognatha Weber, 1934
- S. domitia Bolton, 2000
- S. dontopagis (Bolton, 2000)
- S. dora Fisher, 2000
- S. doriae Emery, 1887
- S. doryceps (Bolton, 2000)
- S. dotaja (Bolton, 1983)
- S. doxa Fisher, 2000
- S. dromica Bolton, 2000
- S. dromoshaula Bolton, 1983
- S. dryas Bolton, 2000
- S. dubitata Bolton, 2000
- S. dyak Brown, 1959
- S. dysanetes Bolton, 2000
- S. dyschima (Bolton, 2000)
- S. dyseides Bolton, 2000
- S. dyshaula Bolton, 1983
- S. ebbae Forel, 1905
- S. ecliptacoca Brown, 1958
- S. ection Fisher, 2000
- S. edaragona Bolton, 2000
- S. eggersi Emery, 1890
- S. eidechthes Bolton, 2000
- S. ekasura Bolton, 2000
- S. elapoma Bolton, 2000
- S. elegantula (Terayama & Kubota, 1989)
- S. elongata Roger, 1863
- S. emarginata Mayr, 1901
- S. emdeni Forel, 1915
- S. emeryi Mann, 1922
- S. emeswangi (Bolton, 2000)
- S. emiliae Forel, 1907
- S. emmae (Emery, 1890)
- S. enanna Bolton, 2000
- S. enkara (Bolton, 1983)
- S. enopla (Bolton, 2000)
- S. epelys Bolton, 2000
- S. epinotalis Weber, 1934
- S. epipola (Bolton, 2000)
- S. epulo Fisher, 2000
- S. epyna Bolton, 2000
- S. erikae (Longino, 2006)
- S. erynnes (Bolton, 2000)
- S. esrossi Brown, 1957
- S. ettillax Bolton, 1983
- S. eumekes Bolton, 2000
- S. europs Fisher, 2000
- S. euryale (Bolton, 2000)
- S. eurycera (Emery, 1897)
- S. eversa Bolton, 2000
- S. excisa (Weber, 1934)
- S. exiguaevitae Baroni Urbani, 2007
- S. exilirhina Bolton, 2000
- S. extemena (Taylor, 1968)
- S. extirpa Bolton, 2000
- S. exunca (Bolton, 2000)
- S. fairchildi Brown, 1961
- S. fanano Fisher, 2000
- S. faurei Arnold, 1948
- S. fautrix (Bolton, 2000)
- S. feae Emery, 1895
- S. fenkara (Bolton, 1983)
- S. ferocior Brown, 1973
- S. festigona Bolton, 2000
- S. filirrhina (Brown, 1950)
- S. filitalpa (Brown, 1950)
- S. finator Fisher, 2000
- S. fisheri (Bolton, 2000)
- S. fixata Bolton, 2000
- S. flagellata (Taylor, 1962)
- S. forficata Brown, 1959
- S. formicosa Bolton, 2000
- S. formosa (Terayama, Lin & Wu, 1995)
- S. formosensis Forel, 1912
- S. formosimonticola (Terayama, Lin & Wu, 1996)
- S. fricta Bolton, 2000
- S. fridericimuelleri Forel, 1886
- S. friedae Forel, 1915
- S. frivaldszkyi Emery, 1897
- S. frivola Bolton, 2000
- S. fronto Fisher, 2000
- S. fuarda Bolton, 2000
- S. fulda (Bolton, 1983)
- S. furfara Bolton, 2000
- S. furtiva (Bolton, 2000)
- S. gabarys Bolton, 2000
- S. gamegyn Bolton, 2000
- S. gatuda (Bolton, 1983)
- S. gemella Kempf, 1975
- S. geminata Bolton, 2000
- S. geoterra (Bolton, 1983)
- S. geryon Bolton, 2000
- S. glenognatha (Bolton, 2000)
- S. gloriosa Bolton, 2000
- S. glycon Fisher, 2000
- S. gnathosphax Bolton, 2000
- S. godeffroyi Mayr, 1866
- S. godmani Forel, 1899
- S. gorgon Fisher, 2000
- S. grandidieri Forel, 1892
- S. gryphon Bolton, 2000
- S. grytava (Bolton, 2000)
- S. gundlachi (Roger, 1862)
- S. guttulata Forel, 1902
- S. gyges (Bolton, 2000)
- S. gyrogenys Bolton, 2000
- S. gytha Bolton, 2000
- S. habropilosa Bolton, 2000
- S. hadrodens (Bolton, 2000)
- S. halosis (Bolton, 2000)
- S. halpas Bolton, 2000
- S. harpyia Bolton, 2000
- S. hastur Bolton, 2000
- S. hastyla Bolton, 1983
- S. hathor (Bolton, 2000)
- S. havilandi Forel, 1905
- S. hekate Bolton, 2000
- S. heliani Fisher, 2000
- S. helytruga Bolton, 1983
- S. hemichlaena Brown, 1971
- S. hemidisca Brown, 1953
- S. hemisobek (Bolton, 2000)
- S. hensekta (Bolton, 1983)
- S. heterodonta (Rigato & Scupola, 2008)
- S. heteropha Bolton, 2000
- S. hexamera (Brown, 1958)
- S. hilaris Fisher, 2000
- S. hindenburgi Forel, 1915
- S. hindu De Andrade, 2007
- S. hirashimai (Ogata, 1990)
- S. hiroshimensis (Ogata & Onoyama, 1998)
- S. hispida Lin & Wu, 1996
- S. hoplites Brown, 1973
- S. horvathi Emery, 1897
- S. hostilis Bolton, 2000
- S. humata Lattke & Goitía, 1997
- S. hyalina (Bolton, 2000)
- S. hyletha Bolton, 2000
- S. hyphata (Brown, 1953)
- S. hypoturba Bolton, 2000
- S. idiogenes Bolton, 2000
- S. ignota Bolton, 2000
- S. imantodes Bolton, 2000
- S. impidora (Bolton, 1983)
- S. inatos Fisher, 2000
- S. incerta (Brown, 1949)
- S. incomposita Bolton, 2000
- S. incuba Bolton, 2000
- S. indagatrix Wheeler, W.M., 1919
- S. infidelis Santschi, 1919
- S. inhonesta Bolton, 2000
- S. inopina (Deyrup & Cover, 1998)
- S. inopinata (De Andrade, 1994)
- S. inquilina (Bolton, 1983)
- S. insolita Bolton, 2000
- S. insula (Bolton, 2000)
- S. integra Bolton, 2000
- S. interfectiva Lattke & Goitía, 1997
- S. inusitata (Lattke, 1992)
- S. ipsea Fisher, 2000
- S. irrorata Santschi, 1913
- S. izepara Bolton, 2000
- S. jacobsoni Menozzi, 1939
- S. jamaicensis Brown, 1959
- S. japonica Ito, 1914
- S. jepsoni Mann, 1921
- S. jiangxiensis Zhou & Xu, 2003
- S. jugis Bolton, 2000
- S. juliae Forel, 1905
- S. juxta Bolton, 2000
- S. kakothema Bolton, 2000
- S. kapryx Bolton, 2000
- S. karawajewi Brown, 1948
- S. katapelta Bolton, 1983
- S. kempfi (Taylor & Brown, 1978)
- S. kerasma (Bolton, 1983)
- S. khakaura (Bolton, 2000)
- S. kichijo (Terayama, Lin & Wu, 1996)
- S. kompsomala (Bolton, 2000)
- S. koningsbergeri Forel, 1905
- S. konteiensis Lin & Wu, 2001
- S. korahyla Bolton, 1983
- S. kraepelini Forel, 1905
- S. kumadori Yoshimura & Onoyama, 2007
- S. kyidriformis (Brown, 1964)
- S. kyroma Bolton, 2000
- S. labaris Fisher, 2000
- S. lacacoca Brown, 1959
- S. lacunosa Lin & Wu, 1996
- S. lachesis (Bolton, 2000)
- S. laevinasis Smith, M.R., 1931
- S. laevipleura Kempf, 1958
- S. lalassa (Bolton, 2000)
- S. lamia Bolton, 2000
- S. lancea Bolton, 2000
- S. langrandi Fisher, 2000
- S. lanuginosa Wheeler, W.M., 1905
- S. lasia (Brown, 1976)
- S. laticeps (Brown, 1962)
- S. lebratyx Bolton, 2000
- S. leptodeira Bolton, 2000
- S. leptorhina Bolton, 2000
- S. leptothrix Wheeler, W.M., 1929
- S. levana Fisher, 2000
- S. lewisi Cameron, 1886
- S. lexex Fisher, 2000
- S. lichiaensis Lin & Wu, 1996
- S. ligur Bolton, 2000
- S. lilloana (Brown, 1950)
- S. liophila Bolton, 2000
- S. liukueiensis Terayama & Kubota, 1989
- S. livens Fisher, 2000
- S. londianensis (Patrizi, 1946)
- S. longimala De Andrade, 2007
- S. longinoi (Bolton, 2000)
- S. longispinosa Brown, 1958
- S. lopotyle Brown, 1969
- S. loriae Emery, 1897
- S. loricata Bolton, 2000
- S. louisianae Roger, 1863
- S. loveridgei (Brown, 1953)
- S. luca Fisher, 2000
- S. lucifuga (Bolton, 2000)
- S. lucomo Fisher, 2000
- S. ludia Mann, 1922

- S. ludovici Forel, 1904
- S. lujae Forel, 1902
- S. lura Fisher, 2000
- S. lutron Fisher, 2000
- S. lycosa Bolton, 2000
- S. lygatrix (Bolton, 2000)
- S. lyroessa (Roger, 1862)
- S. lysis Fisher, 2000
- S. macerina Bolton, 2000
- S. magnifica Bolton, 2000
- S. mailei Wilson & Taylor, 1967
- S. malaplax (Bolton, 1983)
- S. mandibularis Smith, F., 1860
- S. manga Fisher, 2000
- S. manis Bolton, 2000
- S. marchosias (Bolton, 2000)
- S. margaritae Forel, 1893
- S. marginata (Santschi, 1914)
- S. marginiventris Santschi, 1931
- S. mariae (Sosa-Calvo, Schultz & LaPolla, 2010)
- S. marleyi Arnold, 1914
- S. masukoi (Ogata & Onoyama, 1998)
- S. maxillaris Baroni Urbani, 2007
- S. maynei Forel, 1916
- S. mayri Emery, 1897
- S. mazu (Terayama, Lin & Wu, 1996)
- S. media (Wilson & Brown, 1956)
- S. medusa (Bolton, 2000)
- S. megaera (Bolton, 2000)
- S. mekaha (Bolton, 1983)
- S. membranifera Emery, 1869
- S. memorialis (Deyrup, 1998)
- S. menueta Bolton, 2000
- S. mesahyla Bolton, 1983
- S. mesedsura Bolton, 2000
- S. metazytes (Bolton, 2000)
- S. metopia (Brown, 1959)
- S. metrix (Bolton, 2000)
- S. miccata (Bolton, 1983)
- S. micrans Fisher, 2000
- S. micretes Brown, 1959
- S. microthrix (Kempf, 1975)
- S. micrura Bolton, 2000
- S. milae Fisher, 2000
- S. minax Bolton, 2000
- S. minima (Bolton, 1972)
- S. miniteras Bolton, 2000
- S. minkara (Bolton, 1983)
- S. minuscula (Kempf, 1962)
- S. minutula Terayama & Kubota, 1989
- S. mionova Bolton, 2000
- S. mira (Bolton, 2000)
- S. mirabilis Mann, 1926
- S. mirifica Bolton, 2000
- S. missina Bolton, 2000
- S. missouriensis Smith, M.R., 1931
- S. mitis (Brown, 2000)
- S. mixta Brown, 1953
- S. mjoebergi Brown, 1959
- S. mnemosyne (Bolton, 2000)
- S. mocsaryi Emery, 1897
- S. mododonta Bolton, 2000
- S. moera Bolton, 2000
- S. mola Fisher, 2000
- S. moloch (Bolton, 2000)
- S. monoropa Bolton, 2000
- S. monstra Bolton, 2000
- S. montu Bolton, 2000
- S. morisitai (Ogata & Onoyama, 1998)
- S. mormo (Bolton, 2000)
- S. morphica Bolton, 2000
- S. mumfordi Wheeler, W.M., 1932
- S. murphyi (Taylor, 1968)
- S. murshila Bolton, 1983
- S. mutica (Brown, 1949)
- S. myllorhapha (Brown, 1959)
- S. naberia Bolton, 2000
- S. nageli Baroni Urbani & De Andrade, 2007
- S. nambao Fisher, 2000
- S. nankunshana (Zhou, 2011)
- S. nannosobek (Bolton, 2000)
- S. nanzanensis Lin & Wu, 1996
- S. nastata Bolton, 2000
- S. natynion Bolton, 2000
- S. necopina (Bolton, 2000)
- S. nepalensis De Andrade, 1994
- S. nergala Bolton, 2000
- S. nesteryx Bolton, 2000
- S. nevermanni Brown, 1959
- S. nidifex Mann, 1921
- S. nigra Brown, 1971
- S. nigrescens Wheeler, W.M., 1911
- S. nimbrata Bolton, 1983
- S. nimravida (Bolton, 2000)
- S. ninda (Bolton, 1983)
- S. nitens Santschi, 1932
- S. noara (Bolton, 2000)
- S. nongba (Xu & Zhou, 2004)
- S. norax Fisher, 2000
- S. nothomopyx Bolton, 2000
- S. nubila Lattke & Goitía, 1997
- S. nummula Bolton, 2000
- S. nykara (Bolton, 1983)
- S. nysu Bolton, 2000
- S. nytaxis Bolton, 2000
- S. obliqua Bolton, 2000
- S. oconitrilloae (Longino, 2006)
- S. ocypete (Bolton, 2000)
- S. ochosa Bolton, 2000
- S. odacon Fisher, 2000
- S. odalatra Bolton, 2000
- S. offina Bolton, 2000
- S. ogloblini Santschi, 1936
- S. ogyga (Bolton, 2000)
- S. ohioensis Kennedy & Schramm, 1933
- S. olsoni (Bolton, 2000)
- S. omalyx Bolton, 1983
- S. omopyx Bolton, 2000
- S. onorei Baroni Urbani & De Andrade, 2007
- S. opaca Brown, 1954
- S. orchibia (Brown, 1953)
- S. orchidensis Lin & Wu, 2001
- S. origo Fisher, 2000
- S. ornata Mayr, 1887
- S. orthanetes Bolton, 2000
- S. ortholex Bolton, 2000
- S. osellai (Rigato & Scupola, 2008)
- S. oxysma (Bolton, 1983)
- S. pachycephala Bolton, 2000
- S. paimon Bolton, 2000
- S. pallentra Bolton, 2000
- S. pallestes Bolton, 1971
- S. panamensis (Sosa-Calvo, Shattuck & Schultz, 2006)
- S. panaulax Bolton, 2000
- S. paniaguae (Longino, 2006)
- S. panopla Bolton, 2000
- S. paradoxa (Bolton, 2000)
- S. paranax Bolton, 1983
- S. paranetes Brown, 1988
- S. paraposta Bolton, 2000
- S. pariensis Lattke & Goitía, 1997
- S. parsauga (Bolton, 2000)
- S. pasisops (Bolton, 2000)
- S. pedunculata (Brown, 1953)
- S. peetersi (Bolton, 2000)
- S. peraucta Bolton, 2000
- S. percrypta Bolton, 2000
- S. perdita Bolton, 2000
- S. pergandei Emery, 1895
- S. perissognatha (Bolton, 2000)
- S. perparva Brown, 1958
- S. perplexa (Smith, F., 1876)
- S. perturba Bolton, 2000
- S. petiolata Bernard, 1953
- S. peyrierasi Fisher, 2000
- S. pharosa Bolton, 2000
- S. phasma (Bolton, 2000)
- S. philiporum Brown, 1988
- S. phoenix Bolton, 2000
- S. pholidota (Bolton, 2000)
- S. phytibia Brown, 1957
- S. pilinasis Forel, 1901
- S. piliversa (Bolton, 2000)
- S. pilosa Zhou, 2001
- S. placora (Bolton, 1983)
- S. planeti Brown, 1953
- S. platyscapa Bolton, 2000
- S. pliocera Bolton, 2000
- S. pnyxia Bolton, 2000
- S. podarge (Bolton, 2000)
- S. praecollata Bolton, 2000
- S. praefecta Bolton, 2000
- S. precava Brown, 1954
- S. pretoriae Arnold, 1949
- S. prex (Bolton, 2000)
- S. princeps Kempf & Brown, 1969
- S. probatrix (Brown, 1964)
- S. propinqua Bolton, 2000
- S. prosopis Bolton, 2000
- S. prospiciens Emery, 1906
- S. pulchella Emery, 1895
- S. pulchra Bolton, 2000
- S. pydrax (Bolton, 2000)
- S. quadrua Bolton, 2000
- S. quattuor Bolton, 2000
- S. quinquedentata Crawley, 1923
- S. rabesoni Fisher, 2000
- S. racabura Bolton, 2000
- S. radix Bolton, 2000
- S. rakkota Bolton, 2000
- S. rallarhina Bolton, 2000
- S. rantan Bolton, 2000
- S. raptans (Bolton, 2000)
- S. ravidura (Bolton, 1983)
- S. ravola Fisher, 2000
- S. rayma Bolton, 2000
- S. rectidens Brown, 1966
- S. reflexa Wesson, L.G. & Wesson, R.G., 1939
- S. rehi Forel, 1907
- S. relahyla Bolton, 1983
- S. reliquia (Ward, 1988)
- S. reticeps (Kempf, 1969)
- S. retothra Bolton, 2000
- S. rhadina Bolton, 2000
- S. rhea (Bolton, 2000)
- S. robertsoni (Bolton, 2000)
- S. rofocala Bolton, 2000
- S. roganas Bolton, 2000
- S. rogata (Bolton, 2000)
- S. rogeri Emery, 1890
- S. rohweri Smith, M.R., 1935
- S. roomi (Bolton, 1972)
- S. rostrata Emery, 1895
- S. rostrataeformis (Brown, 1949)
- S. rotogenys Bolton, 2000
- S. royi (Sosa-Calvo, Schultz & LaPolla, 2010)
- S. rubigus Fisher, 2000
- S. rudinodis Stärcke, 1941
- S. rufobrunea Santschi, 1914
- S. rugithorax (Kempf, 1959)
- S. rukha Bolton, 1983
- S. runa (Bolton, 2000)
- S. rusta (Bolton, 1983)
- S. ruta Bolton, 2000
- S. sahura (Bolton, 1983)
- S. saliens Mayr, 1887
- S. sanctipauli Kempf, 1958
- S. sardella Bolton, 2000
- S. sardonica (Bolton, 2000)
- S. sarissa Bolton, 1983
- S. sauteri (Forel, 1912)
- S. scelesta Mann, 1921
- S. scolopax (Bolton, 2000)
- S. scotti Forel, 1912
- S. scylla (Bolton, 2000)
- S. schmalzi Emery, 1906
- S. schuetzi Fisher, 2000
- S. schulzi Emery, 1894
- S. segrex Bolton, 2000
- S. semicompta (Brown, 1959)
- S. semicrypta Bolton, 2000
- S. semirex Bolton, 2000
- S. separa Bolton, 2000
- S. serket (Bolton, 2000)
- S. serradens (Bolton, 2000)
- S. serraformis (Bolton, 2000)
- S. serrula Santschi, 1910
- S. seti (Bolton, 2000)
- S. sevesta Bolton, 2000
- S. seynoka Bolton, 2000
- S. sharra (Bolton, 1983)
- S. shattucki (Bolton, 2000)
- S. shaula Bolton, 1983
- S. siagodens (Bolton, 2000)
- S. sibyna Bolton, 2000
- S. signeae Forel, 1905
- S. silvestrii Emery, 1906
- S. simoni Emery, 1895
- S. simulans (Santschi, 1931)
- S. sinensis (Wang, 2000)
- S. sistrura (Bolton, 1983)
- S. sisyrata Brown, 1968
- S. skia Bolton, 2000
- S. smilax Bolton, 2000
- S. smithii Forel, 1886
- S. smythiesii Forel, 1902
- S. snellingi Bolton, 2000
- S. solifontis Brown, 1949
- S. spathoda Bolton, 1983
- S. spathula Lattke & Goitía, 1997
- S. sphera Fisher, 2000
- S. splendens (Borgmeier, 1954)
- S. stauroma (Bolton, 2000)
- S. stemonixys Brown, 1971
- S. stenorhina Bolton, 2000
- S. stenotes (Bolton, 2000)
- S. stheno (Bolton, 2000)
- S. strenosa Bolton, 2000
- S. strigatella Bolton, 2000
- S. strygax Bolton, 2000
- S. stygia Santschi, 1913
- S. subedentata Mayr, 1887
- S. sublaminata Brown, 1959
- S. sublonga Brown, 1958
- S. sublucida (Brown, 1953)
- S. subnuda (MacGown & Hill, 2010)
- S. subsessa (Bolton, 2000)
- S. substricta (Kempf, 1964)
- S. sulcata Bolton, 2000
- S. sulumana (Bolton, 1983)
- S. superba Bolton, 2000
- S. sutrix Bolton, 2000
- S. sydorata Bolton, 2000
- S. sylvaini Fisher, 2000
- S. symmetrix (Bolton, 2000)
- S. synchysis Bolton, 2000
- S. synkara (Bolton, 1983)
- S. syntacta Bolton, 2000
- S. sytaria Bolton, 2000
- S. szalayi Emery, 1897
- S. tacta (Bolton, 1983)
- S. tachirensis Lattke & Goitía, 1997
- S. tadynastes Bolton, 2000
- S. takasago (Terayama, Lin & Wu, 1995)
- S. talpa Weber, 1934
- S. tantilla Bolton, 2000
- S. tanymastax (Brown, 1964)
- S. taphra (Bolton, 2000)
- S. taraxis Bolton, 2000
- S. tarbosyne (Bolton, 2000)
- S. tathula (Bolton, 2000)
- S. tegar Fisher, 2000
- S. tenitecta Bolton, 2000
- S. tenuipilis Emery, 1915
- S. tenuissima (Brown, 1953)
- S. teratrix (Bolton, 2000)
- S. terayamai (Bolton, 2000)
- S. terroni (Bolton, 1983)
- S. tethepa (Bolton, 2000)
- S. tethys (Bolton, 2000)
- S. tetra Bolton, 2000
- S. tetragnatha (Taylor, 1966)
- S. tetraphanes Brown, 1954
- S. thaxteri (Wheeler, W.M., 1916)
- S. theia (Bolton, 2000)
- S. themis (Bolton, 2000)
- S. thomae Kempf, 1976
- S. thuvida (Bolton, 1983)
- S. tiglath (Bolton, 1983)
- S. tigrilla (Brown, 1973)
- S. tigris Brown, 1971
- S. timicala (Bolton, 2000)
- S. tisiphone (Bolton, 2000)
- S. tisisyx Bolton, 2000
- S. tlaloc (Bolton, 2000)
- S. tococae Wheeler, W.M. & Bequaert, 1929
- S. tolomyla (Bolton, 1983)
- S. toma Fisher, 2000
- S. tomodonta Bolton, 2000
- S. totyla Bolton, 1983
- S. trada Lin & Wu, 1996
- S. traegaordhi Santschi, 1913
- S. transenna Bolton, 2000
- S. transversa Santschi, 1913
- S. trauma (Bolton, 2000)
- S. treptodens Bolton, 2000
- S. trieces Brown, 1960
- S. trinidadensis Wheeler, W.M., 1922
- S. tritomea Bolton, 2000
- S. trixodens Bolton, 2000
- S. trudifera Kempf & Brown, 1969
- S. truncatidens (Brown, 1950)
- S. trymala (Bolton, 1983)
- S. tukulta (Bolton, 1983)
- S. tumida Bolton, 2000
- S. turpis (Bolton, 2000)
- S. uberyx Bolton, 2000
- S. uichancoi Brown, 1957
- S. ulteria Bolton, 2000
- S. ultromalyx Bolton, 2000
- S. umboceps (Bolton, 2000)
- S. undras Bolton, 2000
- S. urrhobia (Bolton, 2000)
- S. usbensis Lattke & Goitía, 1997
- S. valefor Bolton, 2000
- S. varanga Bolton, 2000
- S. vartana (Bolton, 2000)
- S. vassago Bolton, 2000
- S. vazerka Bolton, 1983
- S. vazimba Fisher, 2000
- S. veddha De Andrade, 2007
- S. vertigosa Bolton, 2000
- S. vescops (Bolton, 2000)
- S. victrix (Bolton, 2000)
- S. vilhenai Bolton, 2000
- S. villiersi (Perrault, 1986)
- S. vindala Bolton, 2000
- S. virgila Bolton, 2000
- S. vivax Bolton, 2000
- S. vodensa (Bolton, 1983)
- S. waiwai (Sosa-Calvo, Schultz & LaPolla, 2010)
- S. wallacei Emery, 1897
- S. wardi Fisher, 2000
- S. warditeras (Bolton, 2000)
- S. weberi (Brown, 1959)
- S. wheeleriana Baroni Urbani, 2007
- S. wilsoni Brown, 1969
- S. wilsoniana Baroni Urbani, 2007
- S. wrayi (Brown, 1950)
- S. xenochelyna (Bolton, 2000)
- S. xenognatha Kempf, 1958
- S. xenohyla Bolton, 1983
- S. xenomastax (Bolton, 2000)
- S. xenos Brown, 1955
- S. xochipili Bolton, 2000
- S. yaleogyna (Wilson & Brown, 1956)
- S. yaleopleura Brown, 1988
- S. yangi (Xu & Zhou, 2004)
- S. yanintra Bolton, 2000
- S. yasumatsui Brown, 1971
- S. zagan Bolton, 2000
- S. zakharovi Dlussky, 1993
- S. zandala Bolton, 1983
- S. zapyx Bolton, 2000
- S. zeteki (Brown, 1959)
- S. zygon Bolton, 2000